# Flores Chaviano
Pour les articles homonymes, voir Chaviano.
Flores Chaviano, né à Caibarién le 10 décembre 1946, est un guitariste, compositeur et chef d'orchestre cubain. Il réside en Espagne depuis 1981.